# Pamphlebia zebrinata
Pamphlebia zebrinata är en fjärilsart som beskrevs av Thierry-mieg 1915. Pamphlebia zebrinata ingår i släktet Pamphlebia och familjen mätare. Inga underarter finns listade i Catalogue of Life.